# El retorn de Persèfone
El retorn de Persèfone és un quadre del pintor anglès Frederic Leighton, realitzat en 1891, que es troba en el Leeds Museums and Galleries de Leeds, Regne Unit.

## El tema
En el quadre, Leighton reflecteix el moment en el qual la deessa Deméter rep a la seva única filla (segons la Teogonia de Hesiodo), Persèfone des del inframundo. Deméter, deessa grega de l'agricultura, va buscar a la seva filla que havia estat raptada pel seu oncle Hades, enamorat de Persèfone. Aquesta havia menjat una llavor de magrana en els inferns pel que estava condemnada a romandre al territori de Hades. Deméter suplica a Zeus que l'ajudi a recuperar a la seva filla, i, segons algunes versions, Zeus i Hades acorden que passi sis mesos a l'any amb la seva mare i els altres sis al món de les tenebres.
Els autors han estat generosos en la representació del mite de Persèfone, particularment en l'episodi del seu rapte per Hades. (Rapte de Persèfone de Girardon, El rapte de Proserpina, de Bernini, etc.)

## Descripció de l'obra

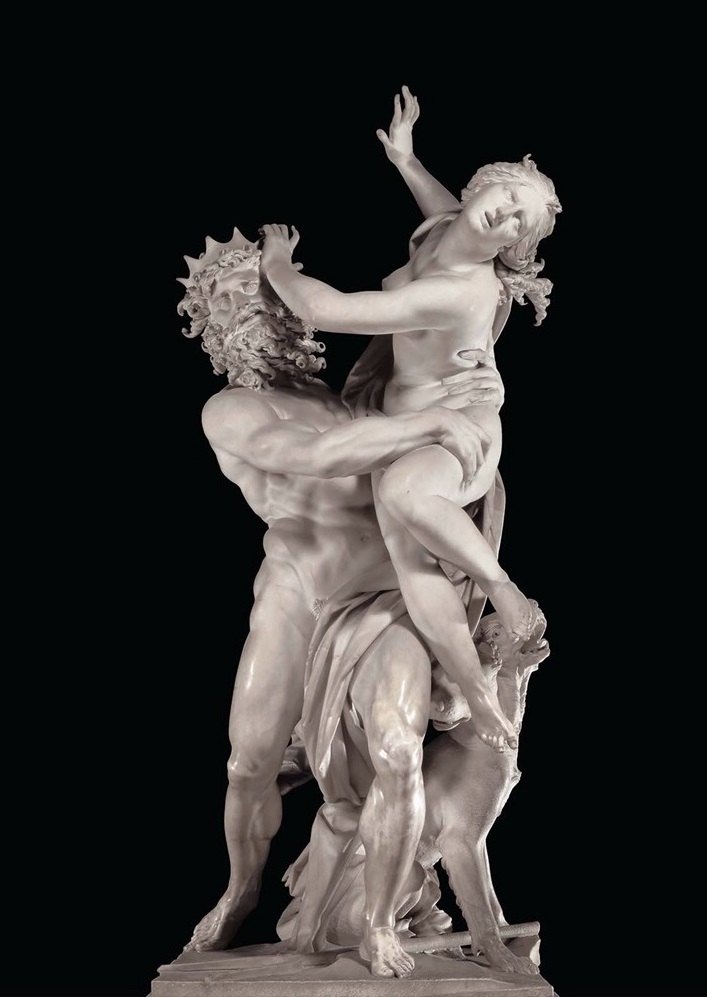
El rapte de Proserpina, 1622, Gian Lorenzo Bernini.

Aquesta pintura, exhibida en la Royal Academy of Arts en 1891, representa a Deméter en la superfície terrestre, amb els braços oberts, exultant en rebre a la seva filla, que ascendeix de l'inframón acompanyada d'Hermes, el missatger dels déus, recognoscible pel caduceu a les seves mans.